# Людовик II Німецький
Людовик II Німецький (нім. Ludwig der Deutsche; 806 — 28 серпня 876, Франкфурт) — король Східно-Франкського королівства (майбутньої Німеччини) в 843-876 роках, король Баварії між 817 та 843 роками, король Лотарингії між 870 та 876 роками, засновник династії німецьких Каролінгів.

## Людовик I Благочестивий поділяє свої володіння

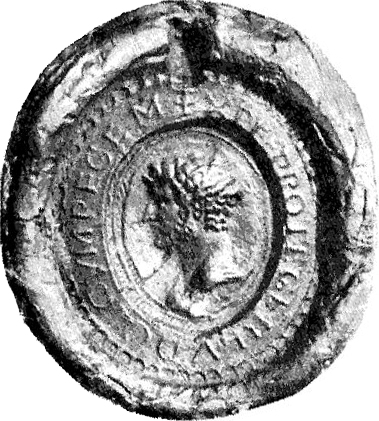
Монета з портретом Людовика II Німецького

Людовик, онук Карла I Великого, був третім сином імператора Людовика I Благочестивого та Ірменгарди з Геспенгау. У 817 році імператор розділив свої володіння між трьома синами: Лотаром, Піпіном і Людовиком, причому Баварія і прилеглі до неї землі дісталися Людовику, прозваному у зв'язку з цим Німецьким. Людовик почав правити тут у 826 році. Наступні роки правління імператора ознаменувалися заколотом трьох старших синів (830–833), які виступили проти його спроб забезпечити права їхнього єдинокровного брата Карла.

## Верденський договір
Коли в 840 році Людовик I Благочестивий помер, Карл, прозваний Лисим, став королем західних франків і об'єднався з Людовиком Німецьким проти Лотара I (Піпін у 838 помер), якому дісталася північна Італія і титул імператора. Здобувши над Лотаром перемогу при Фонтенуа (поблизу Осера) в 841 році, в 842 році Карл Лисий і Людовик підтвердили зобов'язання один перед одним, принісши знамениту клятву в Стразбурзі, причому Людовик приносив її «романською», а Карл — «тевтонською». 11 серпня 843 між братами був укладений Верденський договір, відповідно до якого в королівство Людовика увійшли всі землі Карла Великого на схід від Рейна, за винятком Фризії. Збільшилося і королівство Карла (вся західна частина сучасної Франції і область на південь від Піренеїв). Лотару знову дісталася північна частина Італії і нечітко визначена прикордонна територія між західно-франкськими землями Карла і східно-франкськими землями Людовіка. Тепер Людовик володів Саксонським, Франконським, Швабським і Баварським герцогствами та залежними від них областями.

## Боротьба за контроль над областями Середнього Франкського королівства

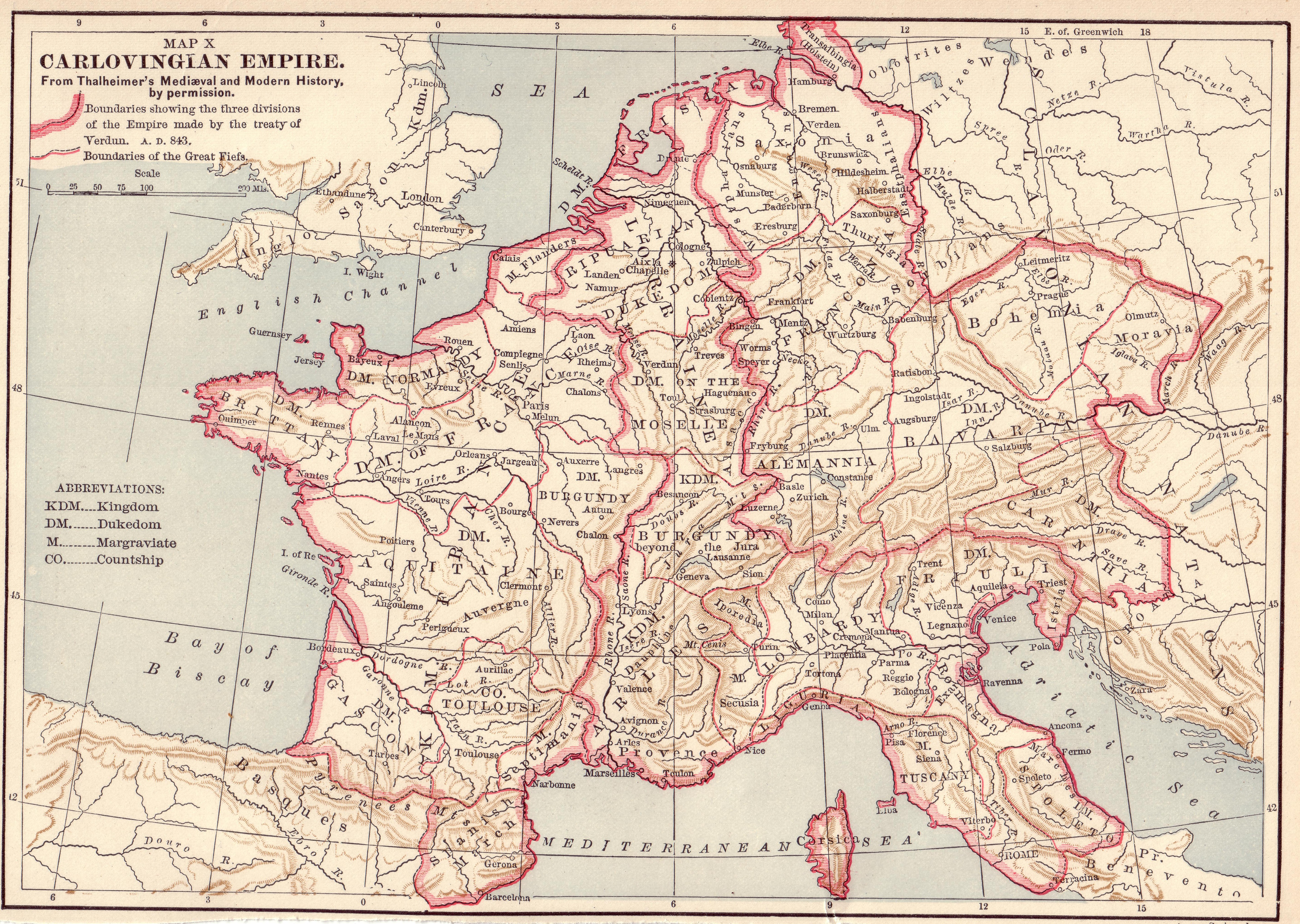
Східно-франкська держава та її сусіди за Людовіка II Німецького

Після того як у 855 році імператор Лотар I помер, його землі були поділені між трьома його синами. Невдовзі між західними і східними королями почалася тривала боротьба за контроль над областями Середнього Франкського королівства. У 858 році Людовик вторгся до Франції, але в наступному році був змушений відступити, а в 860 році за договором, укладеним в Кобленці, колишнє положення речей було відновлено. У Лотара II, сина Лотара I, у якого не було законних дітей, і Карл з Людовіком Німецьким домовилися про те, щоб Лотарингію поділити між собою після його смерті, однак, коли він помер у 869, Карл порушив домовленість і зайняв усю його область. Тоді Людовик вторгся в Лотарингію, і братові довелося піти на поступки. Згідно з Мерсенським договором 870 року, Людовик отримав Фризію і значно збільшив свої території на захід від Рейну. Людовик Німецький намагався також розширювати межі своїх володінь на схід, захоплюючи слов'янські землі: в 844 році він напав на бодричів, прагнув впливати на справи Великоморавської держави. Крім того, йому постійно доводилося приділяти увагу міжусобній боротьбі своїх трьох синів (Карломана, Людовика Молодшого і Карла Товстого), між якими Людовик поділив свої володіння ще в 865.

## Смерть Людовика Німецького
У 875 році, після смерті імператора Людовика II (сина Лотара I), Людовик Німецький намагався закріпити за своєю лінією імператорський титул і володіння Італією. Але попри те, що незадовго до смерті Людовик II висловився на користь Карломана як майбутнього імператора, Карл Лисий швидко захопив Італію і коронувався як імператор під ім'ям Карла II, з чим Людовик Німецький не побажав змиритися. Під час приготувань до нового походу він помер під Франкфурті 28 серпня 876 року, після чого Карл Лисий спробував захопити його королівство, однак отримав відсіч від Людовика Молодшого.

## Шлюб і діти
- Дружина: (з 827) Емма Баварська (бл. 808 — 31 січня 876), дочка графа Альтдорфа Вельфа I. Діти:
  - Хільдегарда (828 — 23 грудня 856) — абатиса монастиря в Шварцаху-на-Майні з після 844–853, абатиса монастиря в Цюриху з 21 липня 853
  - Карломан (бл. 830 — 22 березня/22 вересня 880) — король Східно -Франкського королівства в Баварії, Паннонії, Каринтії, Чехії і Моравії з 876
  - Ірменгарда (між 831 і 833 — 16 липня 866) — абатиса в Бухау і Кімзеє
  - Гізела (-?)
  - Людовик III Молодший (835 — 20 січня / вересня 882) — король Східно-Франкського королівства в Франконії, Тюрінгії, Саксонії і Фризії з 876
  - Берта (до 839 — 26 березня 877) — абатиса монастиря в Шварцаху-на-Майні з 853, абатиса монастиря в Цюриху з 856
  - Карл III Товстий (839 — 13 січня 888) — король Східно-Франкського королівства 876-887 (до 882 в Аллеманії і Реції), король Західно-Франкського королівства 884–887, король Італії 879-887, король Лотарингії (Карл II) 882-887, імператор Заходу 881–887